# Andy en Randy Pig
Andy en Randy Pig zijn twee handpoppen die vooral bekend zijn uit de komische televisieserie Muppets Tonight. Ze zijn Miss Piggy's onnozele neefjes. Andy draagt een blauwe trui en heeft een lange snuit, Randy heeft een rood-wit gestreepte trui en heeft een boller gezicht.
Tijdens hun eerste optreden als Andy en Randy speelden ze, samen met Miss Piggy als hun zus Sandy, de biggetjes in de Muppet Classic Theater-versie van het sprookje "de wolf en de drie biggetjes". De twee kwamen ook voor in andere verhaaltjes in deze productie. Andy werd hier gespeeld door Brian Henson, maar zou worden overgenomen door Steve Whitmire, die het poppenspel verzorgde in alle latere optredens. Randy wordt vanaf het begin gespeeld door Dave Goelz.
In Muppets Tonight werden de personages opnieuw geïntroduceerd met nieuwe poppen, ditmaal als Miss Piggy's neefjes. Alhoewel ze werden ingehuurd als productieassistenten, bracht hun enorme onnozelheid de show meer kwaads dan goeds. Bij de gemakkelijkste opdrachten, zoals de telefoon oppakken, riepen ze al dat hun baan te zwaar was. Naast hun "werk" backstage figureerden Andy en Randy in twee terugkerende sketches: "The Eagle's Nest", met als presentator Sam de Amerikaanse adelaar, en "Bay of Pigswatch".
Een van de weinige uitzendingen die grotendeels om Andy en Randy draaide was de aflevering met John Goodman, waarin ze besloten om zijn slaafjes te worden nadat hij hun het leven had gered. Een andere aflevering waarin ze een belangrijke rol speelden was die met Sandra Bullock: ze hielpen een bommenlegger op te sporen door simpelweg het telefoonsnoer te volgen na een van zijn dreigtelefoontjes. In de aflevering met Whoopi Goldberg haalden ze Miss Piggy op met een limousine om vervolgens de weg naar de studio kwijt te raken.
Andy en Randy hadden hun eigen minispelletje in het videospel, Muppets Party Cruise.

## Oorsprong
De poppen die later voor Andy en Randy gebruikt zouden worden kwamen voor het eerst voor als Kirby en Jeffy in Muppet Time!-fragmenten met de titel "The Two Little Pigs". Ze werden toen gespeeld door Joey Mazzarino en Kevin Clash.